# Tshela
Pour les articles homonymes, voir Tshela (homonymie).
Tshela (ou Tsiela ou encore Tsiela-Mbanga) est le chef-leu du territoire éponyme du district du Bas-fleuve, province du Kongo central en république démocratique du Congo.

## Géographie
La localité est située sur la route nationale 12 à 135 km au nord de Boma et à 200 km au nord du chef-lieu de la province Matadi.

## Histoire
La localité est reliée à Boma par le Chemin de fer du Mayombe de 1914 à 1984. En juin 2013, la localité se voit conférer le statut de ville, constituée de trois communes : Kasa-Vubu, Luvu et Tshela. Ce statut n'est pas maintenu lors de la réforme administrative mise en place en 2015.

## Population
Le dernier recensement de la population date de 1984, l'accroissement annuel est estimé à 2,61,.
| 1984   | 2004   | 2012   |
| ------ | ------ | ------ |
| 20 144 | 37 088 | 45 588 |

## Éducation
Le territoire compte une université, une extension universitaire et trois instituts supérieurs :
- Université Communautaire au Mayombe (UCM), établissement privé fondé en 2016.
- ISEA, Institut supérieur d'études agronomiques de Tshela.
- ISP, Institut supérieur pédagogique de Kangu à Tshela.
- ISTM, Institut supérieur des techniques médicales.
- Extension de l'université du Cepromad (UNIC) de Boma.
- Extension de l'Institut Supérieur de Gestion (ISG) de Kinshasa

## Personnalités
- Joseph Kasa-Vubu, premier président de la République démocratique du Congo est né à Kinkuma-Dizi, dans le secteur de Bula-Naku du Territoire de Tshela.
- Roger Buangi Puati (né en 1957), écrivain et théologien congolais
- Rigobert Nimi (1965-), artiste plasticien, est né à Tshela.